# جمعية الشمال

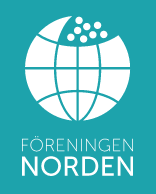
شعار

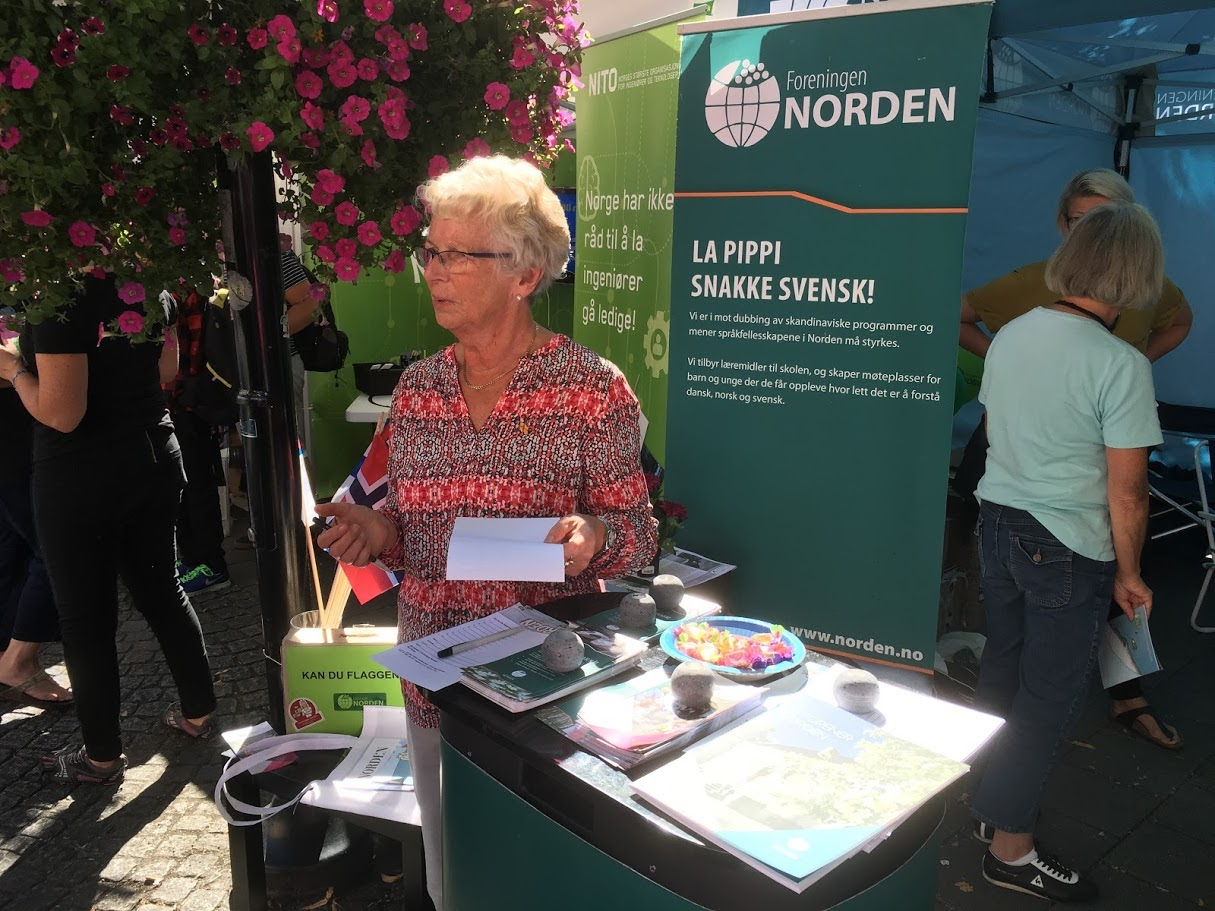
مهرجان جمعية الشمال النرويجية

جمعية الشمال النرويجية التي يشار إليها أحيانًا بجمعيات الشمال هي منظمات غير حكومية في دول الشمال تقوم بتعزيز التعاون المدني بين دول الشمال. أنشئت منذ عام 1919، وتوجد جمعيات الشمال في السويد والنرويج والدنمارك وفنلندا وأيسلندا وجرينلاند وجزر فارو وأولاند. منذ عام 1965 تم تجميع هذه الفروع الوطنية في منظمة شاملة تدعى Foreningene Nordens Forbund، (الاتحادات الكونفدرالية الشمالية). ويشمل التعاون بين بلدان الشمال الأوروبي مشروعات مثل أسبوع المكتبة الشمالية وسينما الشمال.